# Slovenský národní revoluční pohár
Slovenský národní revoluční pohár byl nepravidelně se konající turnaj ledního hokeje v Banské Bystrici v Československu, později na Slovensku. První ročník turnaje se konal v roce 1966, poslední ročník v roce 1995. Celkem se konalo 19. ročníků.

## Vítězové poháru
| Ročník     | Rok            | Vítěz                |
| ---------- | -------------- | -------------------- |
| 1. ročník  | 1966 - Detaily | Dukla Trenčín        |
| 2. ročník  | 1967 - Detaily | Dukla Trenčín        |
| 3. ročník  | 1968 - Detaily | Dukla Hodonín        |
| 4. ročník  | 1969 - Detaily | HDD Olimpija Lublaň  |
| 5. ročník  | 1970 - Detaily | Dukla Trenčín        |
| 6. ročník  | 1971 - Detaily | Dukla Trenčín        |
| 7. ročník  | 1972 - Detaily | IS Banská Bystrica   |
| 8. ročník  | 1973 - Detaily | Dukla Trenčín        |
| 9. ročník  | 1974 - Detaily | LK Zvolen            |
| 10. ročník | 1975 - Detaily | LK Zvolen            |
| 11. ročník | 1976 - Detaily | LK Zvolen            |
| 12. ročník | 1977 - Detaily | LK Zvolen            |
| 13. ročník | 1978 - Detaily | Dukla Trenčín        |
| 14. ročník | 1979 - Detaily | Dukla Trenčín        |
| 15. ročník | 1980 - Detaily | Dukla Trenčín        |
| 16. ročník | 1981 - Detaily | Dukla Trenčín        |
| 17. ročník | 1982 - Detaily | HC Slovan Bratislava |
| 18. ročník | 1984 - Detaily | ZTK Zvolen           |
| 19. ročník | 1995 - Detaily | HC Kometa Brno       |

## Počet titulů v poháru
| Počet titulů | Klub                 | Sezóny                                               |
| ------------ | -------------------- | ---------------------------------------------------- |
| 9 titulů     | Dukla Trenčín        | 1966, 1967, 1970, 1971, 1973, 1978, 1979, 1980, 1981 |
| 5 titulů     | ZTK Zvolen           | 1974, 1975, 1976, 1977, 1986                         |
| 1 titul      | Dukla Hodonín        | 1968                                                 |
| 1 titul      | HDD Olimpija Lublaň  | 1969                                                 |
| 1 titul      | IS Banská Bystrica   | 1972                                                 |
| 1 titul      | HC Slovan Bratislava | 1982                                                 |
| 1 titul      | HC Kometa Brno       | 1995                                                 |